# Arroio do Tigre
Pour les articles homonymes, voir Arroio.
Arroio do Tigre est une ville de l'État du Rio Grande do Sul au Brésil.